# Ralph Erskine

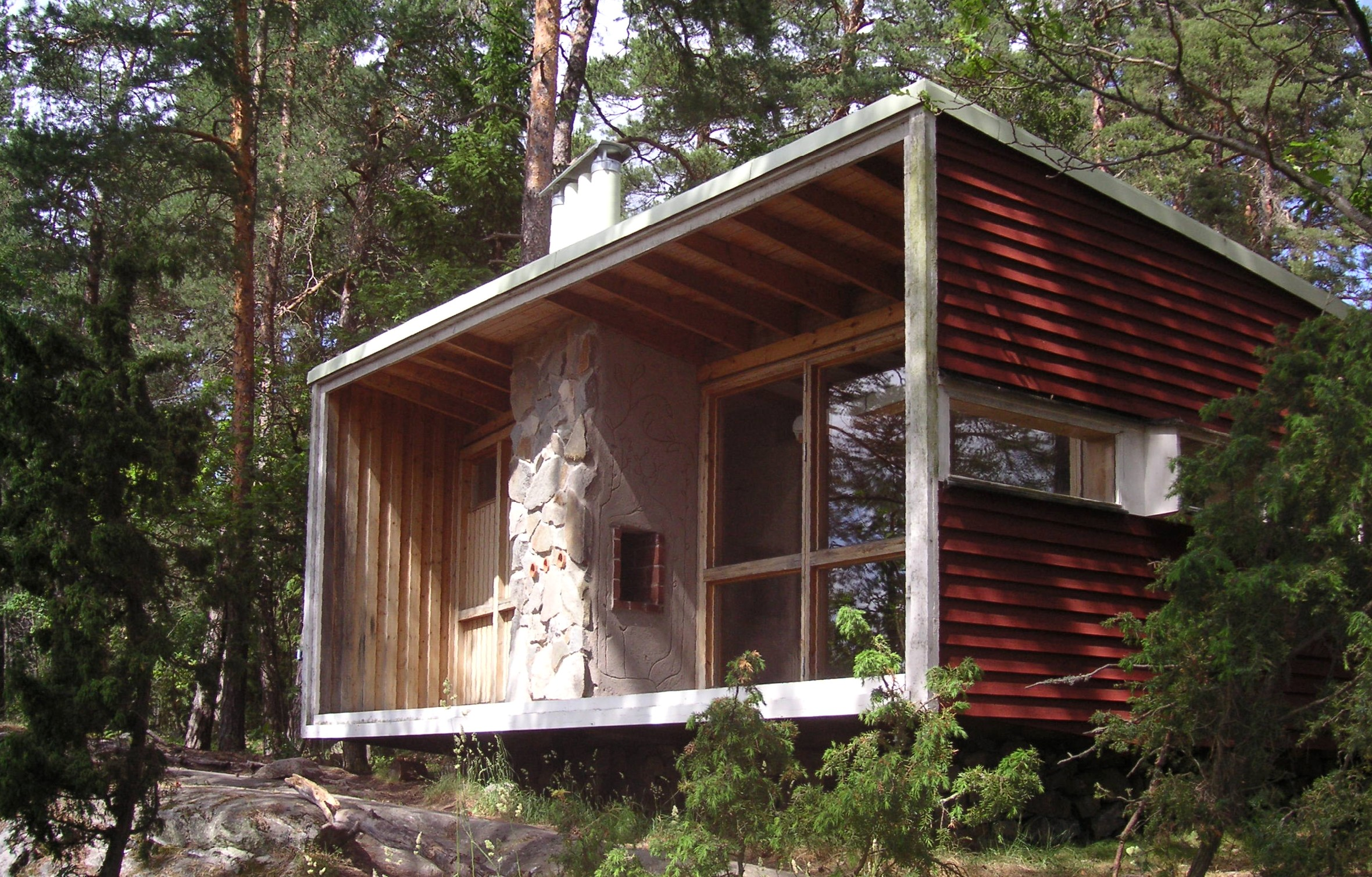
Lådan (Pudełko) – pierwsze mieszkanie architekta w Szwecji (1942)

Ralph Erskine (ur. 24 lutego 1914 w Londynie, zm. 16 marca 2005 w Sztokholmie) – angielsko – szwedzki architekt.

## Życiorys
W 1939 osiedlił się w Szwecji. Specjalizował się w architekturze osiedlowej, zanim jeszcze nadano taką nazwę. Zaprojektował m.in. osiedla górnicze za kołem polarnym w Kirunie (1961–1962) i tzw. Długi Wąż w Svappavaarze (1963). Dostosował kształt budynków do warunków środowiska, w którym miały się znajdować. Np. w Byker Estate w Newcastle upon Tyne ochronna ściana złożona z mieszkań objęta jako całe osiedle (1969–1980), choć wymagało to długich konsultacji z mieszkańcami. Późniejszym projektem jest Ark, budynek biurowy w Hammersmith w Londynie. Jego podobny do statku kształt chroni przebywających wewnątrz ludzi przed niedogodnościami spowodowanymi bliskością autostrady.

## Projekty
- Dom w Djupdalen koło Sztokholmu (1941–1942),
- Ośrodek narciarski w Lida koło Sztokholmu (1942-1943),
- Gyttorp, Nora kommun (domy robotnicze), Szwecja, (1945–1955),
- Fabryka tektury i osiedle w Fors, Szwecja (1950–1953),
- Hotel Borgafjäll (1955),
- Osiedle Brittgarden w Tibro (1959–1961),
- Długi Wąż w Svappavaara, gmina Kiruna, Szwecja, (1962),
- Osiedle Esperanza w Landskronie (1968),
- Clare Hall, Uniwersytet Cambridge, Cambridge, (1969),
- Osiedle arktyczne Resolute Bay (1973),
- The Byker redevelopment, w Newcastle upon Tyne, (1973–1978)
- The Nya Bruket w Sandviken, Szwecja, (1973–1978),
- Uniwersytet w Sztokholmie - aneks budynku biblioteki (1982),
- Ekerö centrum (Tappström) w gminie Ekerö pod Sztokholmem, (1983–1989,
- The London Ark, Hammersmith, Londyn, (1990),
- Aula Magna, Sztokholm, (1993–1997),
- Greenwich Millennium Village, Londyn, (2000–2005).

## Odznaczenia
- Medal Księcia Eugeniusza (2002)[1]

## Galeria

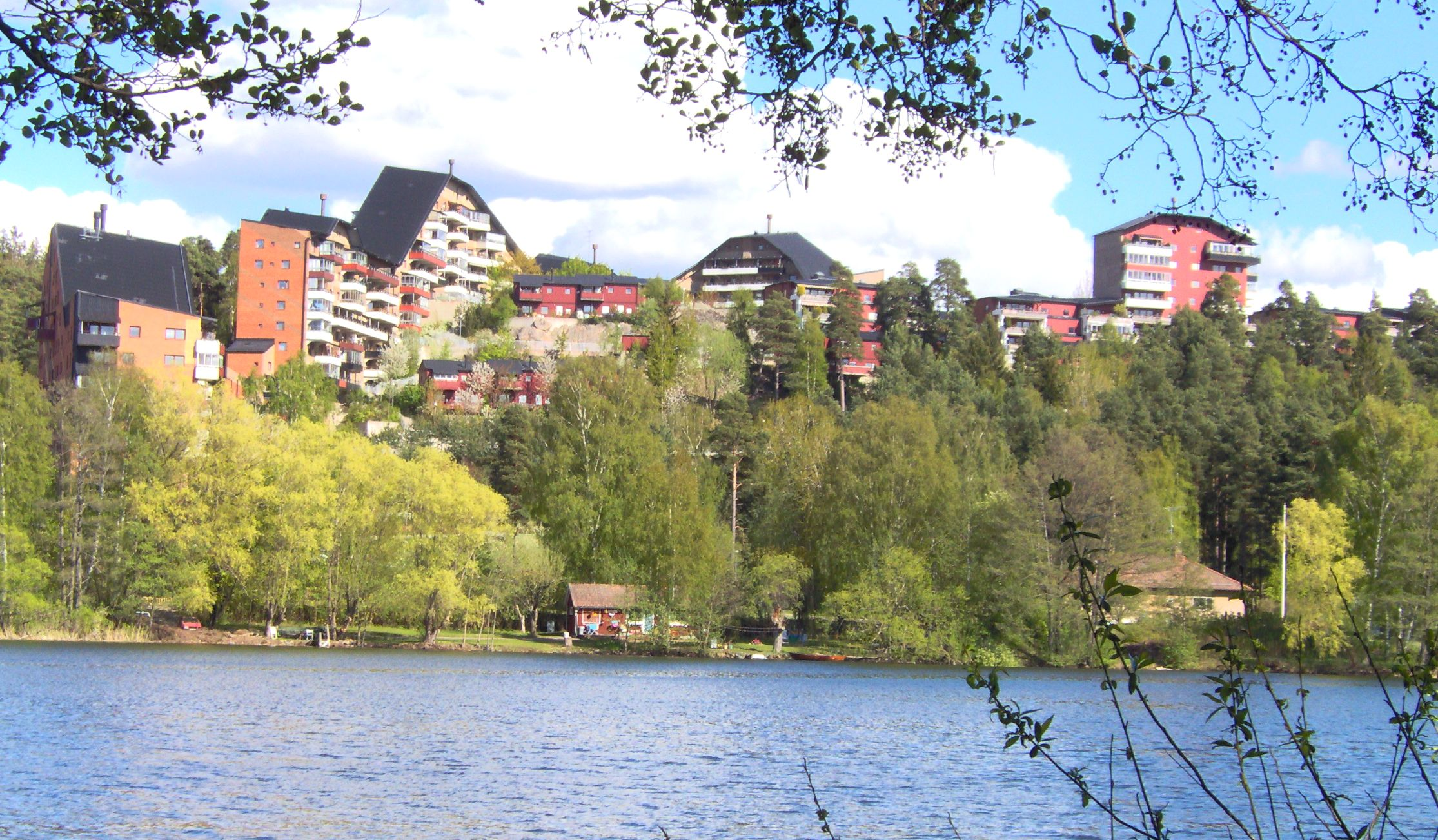
Myrstuguberget
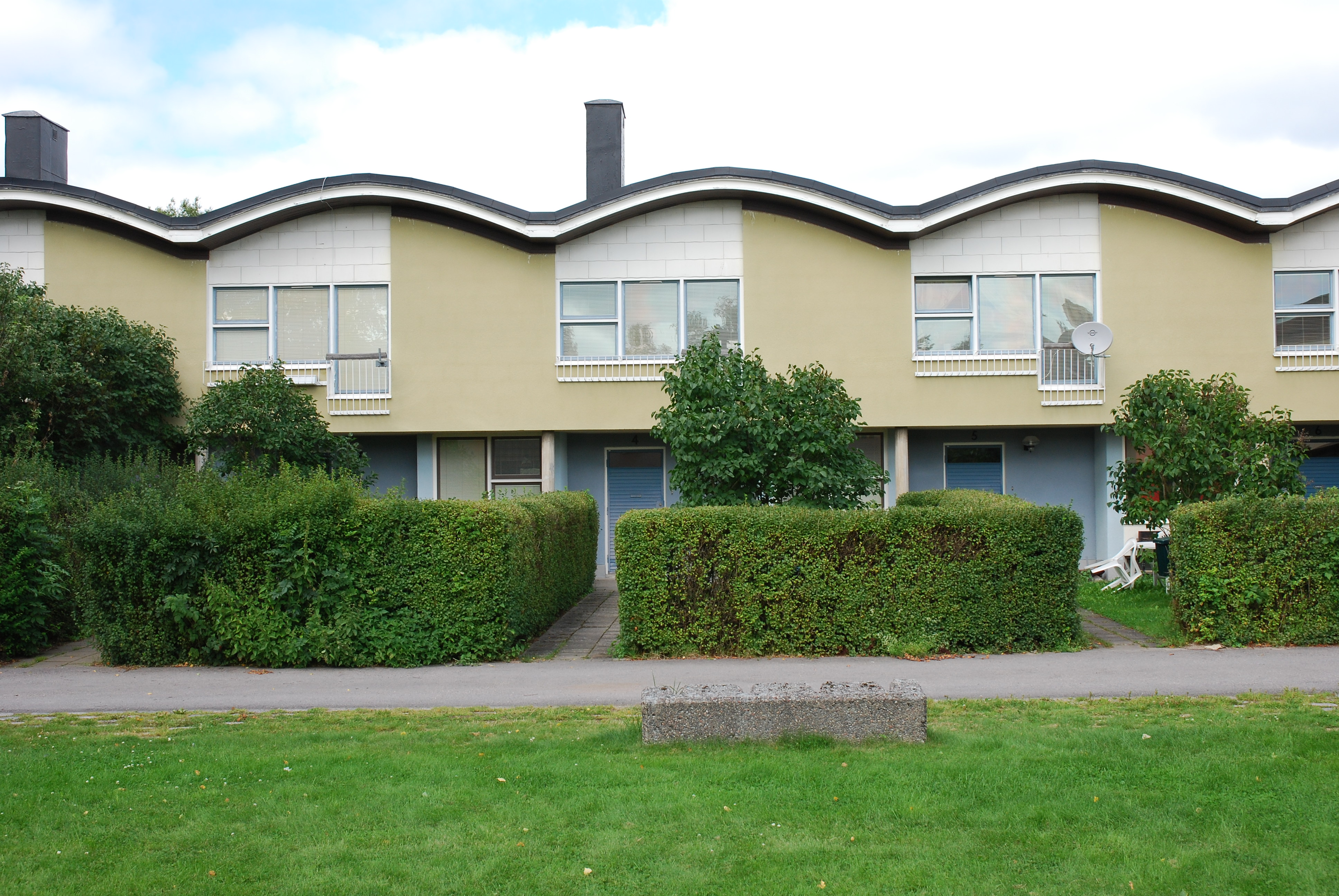
Hus i Gyttorp
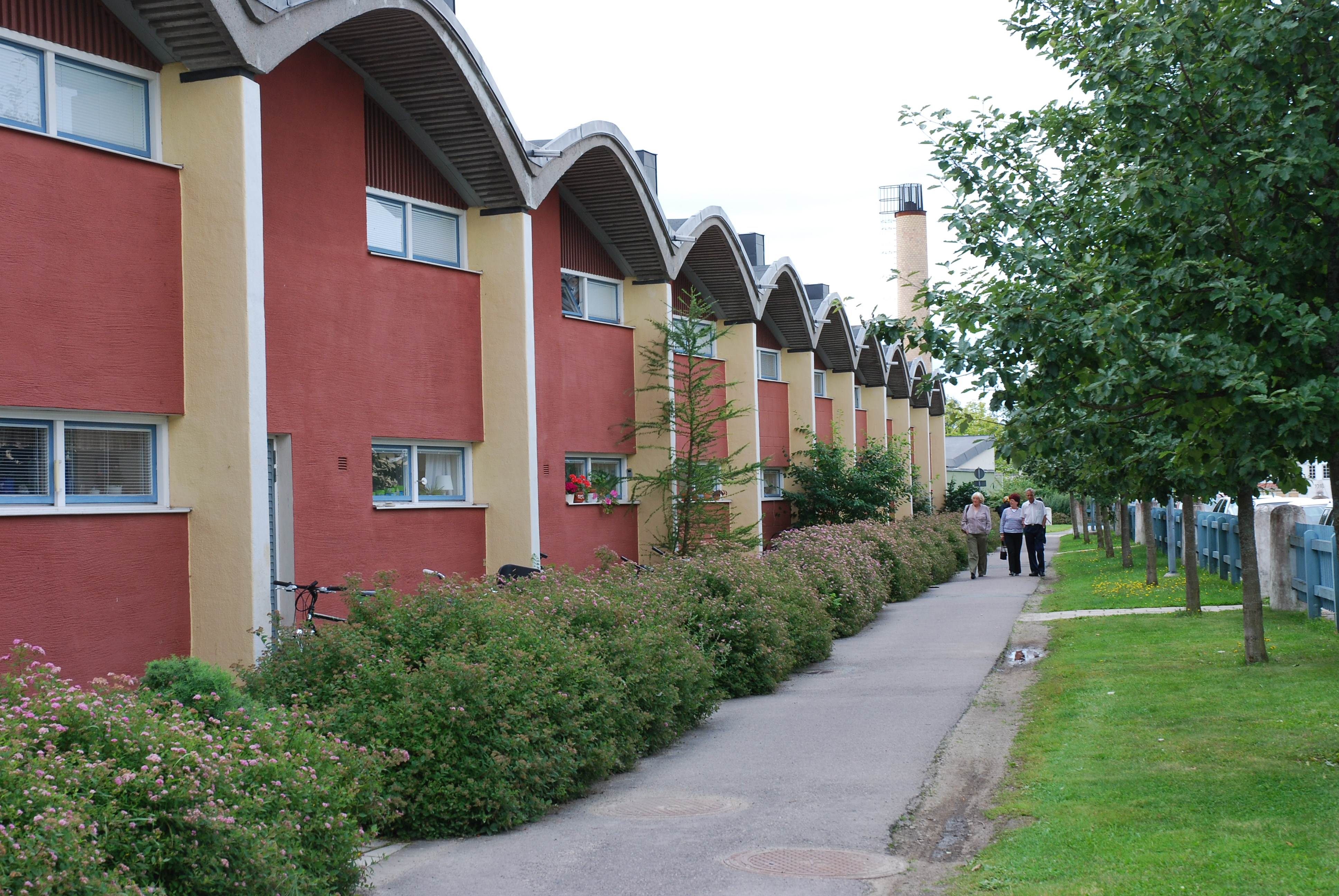
Hus i Gyttorp
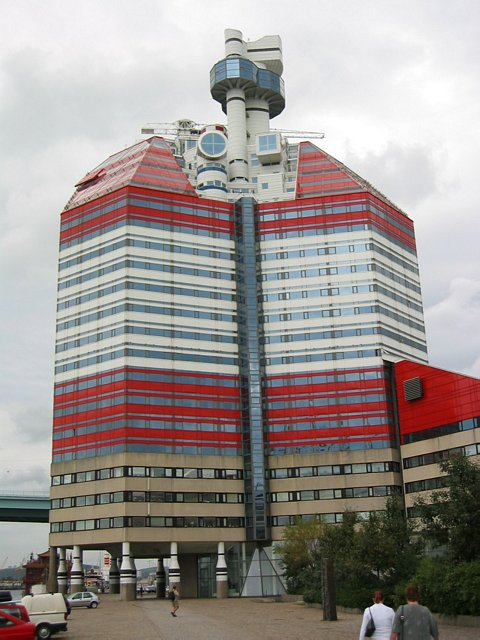
Läppstiftet w Göteborgu
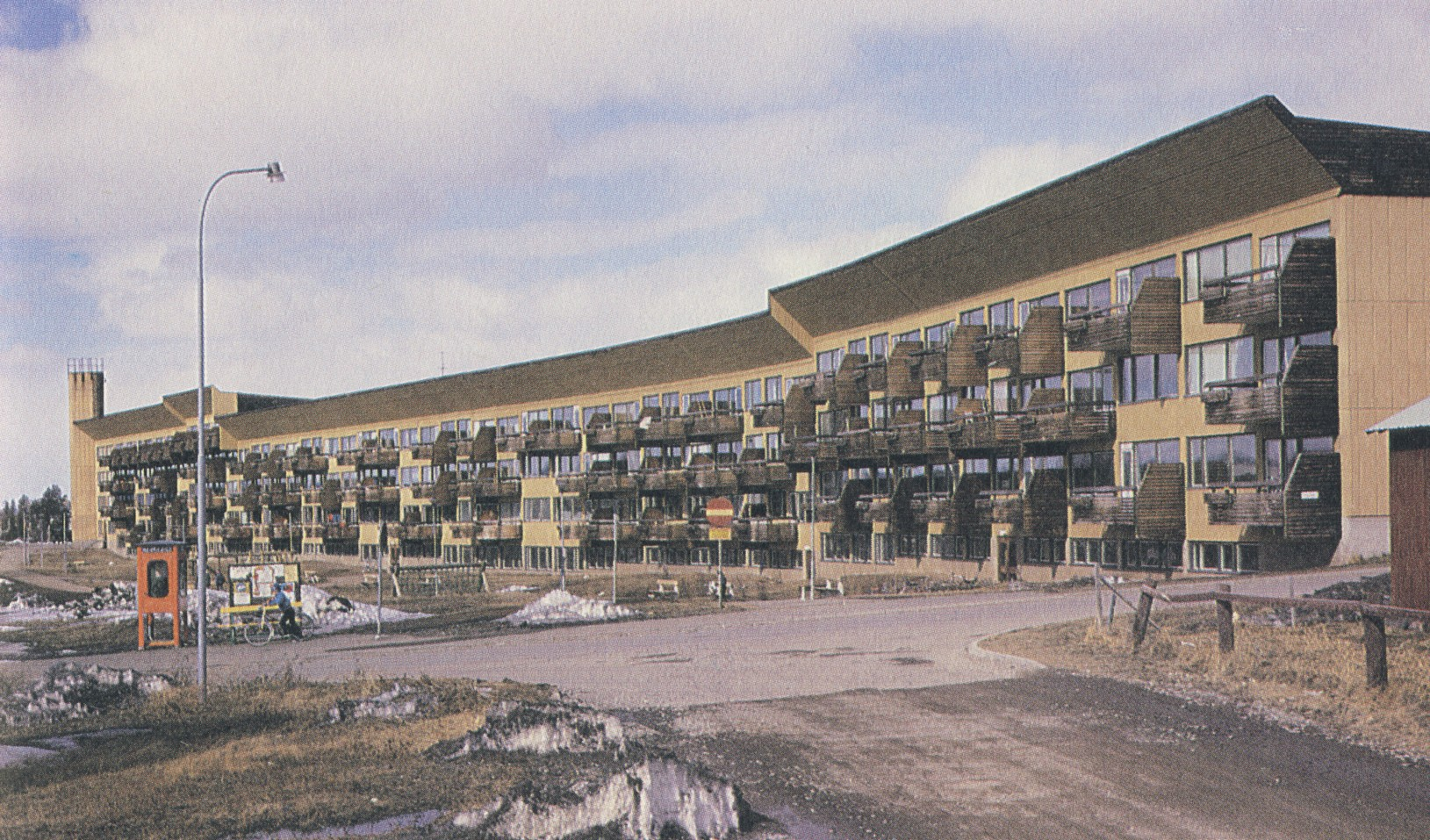
Długi Wąż w Svappavaara